# Wilhelm Scheffler
Wilhelm Scheffler (* 21. Januar 1847 in Dalheim, heute Roschtschino (Kaliningrad, Gurjewsk); † 15. April 1913 in Dresden) war ein deutscher Romanist und Stenograf.

## Leben und Werk
Scheffler machte Abitur in Königsberg. Er studierte ab 1867 an den Universitäten Königsberg und Breslau. 1870 war er im Deutsch-Französischen Krieg Dolmetscher und Stenograf. 1871 wurde er Mitglied des Stenographischen Instituts  in Dresden und Stenograf beim Sächsischen Landtag. Er promovierte 1873 in Rostock mit der Arbeit Essai sur Ronsard et sa réforme littéraire (Dresden 1874) und habilitierte sich 1875 mit der Arbeit Étude littéraire sur Boileau-Despréaux, sa vie et ses écrits (Posen 1876). 1876 wurde er Privatdozent für Französische Sprache und Literatur an der Polytechnischen Schule (ab 1890 Technische Universität) in Dresden. Ab 1885 war er dort außerordentlicher Professor, von 1890 bis zu seinem Tod ordentlicher Professor für Französische Sprache und Literatur. 1909 gründete er das Seminar für technische Sprache. Er war Herausgeber zahlreicher Schulausgaben französischer Klassiker und Dramatiker.
Scheffler war in Dresden Stadtverordneter und 1878 Gründungsmitglied des Literarischen Vereins. Er gründete 1878 die Dresdener Gesellschaft für neuere Philologie.

## Weitere Werke
- Die französische Volksdichtung und Sage. Ein Beitrag zur Geistes- und Sittengeschichte Frankreichs, 2 Bde., Leipzig 1884–1885
- Neufranzösisches Seminar am Königlichen Polytechnikum Dresden, in: Archiv für das Studium der neueren Sprachen und Literaturen 46, 1887, S. 126
- (mit Julius Sahr) Verzeichniß von Bildwerken und Bildern auf die italienische, französische und englische Literatur- und Culturgeschichte bezüglich (Dante, Shakespeare, Walter Scott, Burns, Molière und Sandeau): ausgestellt beim 3. allgemeinen dt. Neuphilologentag zu Dresden 29. u. 30. Sept. u. 1. Oct. 1888, Dresden 1888
- Sachsens Technische Hochschule zu Dresden. 70 Jahre ihrer Entwickelung (1. Mai 1828 – 1. Mai 1898), Dresden 1899